# جائزة الكرة الذهبية 1962
جائزة الكرة الذهبية 1962، جائزة سنوية تُعطى لأفضل لاعب كرة القدم في العالم من طرف مجلة فرانس فوتبول الفرنسية، كما تقرره لجنة دولية من الصحفيين الرياضيين، وفاز بالجائزة 1962 اللاعب التشيكوسلوفاكي جوسيف ماسوبست لاعب دوكلا براغ.

## الترتيب
| الترتيب | اللاعب              | النادي     | الجنسية         | النقاط |
| ------- | ------------------- | ---------- | --------------- | ------ |
| 1       | يوسيف ماسوبست       | دوكلا براغ | تشيكوسلوفاكيا   | 65     |
| 2       | أوزيبيو             | بنفيكا     | البرتغال        | 53     |
| 3       | كارل هاينز شنيلينغر | كولن       | ألمانيا الغربية | 33     |